# Babacar Touré (Basketballspieler)
Babacar Touré (* 14. November 1985 in Kaolack) ist ein ehemaliger senegalesischer Basketballspieler.

## Laufbahn
Touré spielte für Sibac Dakar in seinem Heimatland Senegal und absolvierte eine Lehre als Buchhalter, die er nach seinem Wechsel zum Zweitligisten Colas Bernex Basket im November 2007 in der Schweiz fortsetzte. In der Nationalliga B wurde der Innenspieler schnell zu einem überragenden Akteur, 2010 wechselte er zum nahegelegenen Erstligisten Lions de Genève und blieb dort bis 2013. In seiner letzten Saison in Genf (2012/13) gewann er mit der Mannschaft den Schweizer Meistertitel und trug auf zu diesem Erfolg in 36 Ligaeinsätzen im Schnitt 9,7 Punkte sowie 6,4 Rebounds bei.
Im August 2013 wurde er von Union Neuchâtel (ebenfalls Nationalliga A) verpflichtet. In Neuchâtel wurde Touré zu einem der besten Spieler der Liga. Der Basketballdienst eurobasket.com zeichnete ihn in der Saison 2015/16 als Spieler des Jahres der Nationalliga A aus sowie 2014/15 und 2015/16 jeweils auch als Center des Jahres; in der Saison 2014/15 darüber hinaus auch noch als besten Verteidiger der Liga. In seinem letzten Spieljahr in Neuchâtel (2015/16) verbuchte er im Schnitt 18,3 Punkte, 11,5 Rebounds und 1,6 geblockte Würfe pro Begegnung.
2016 wechselte er zum Zweitligaverein Vevey Riviera Basket. Diesen Transfer bezeichnete der Schweizer Rundfunk RTS als „kleines Erdbeben“ im Schweizer Basketball. Touré begründete diesen Schritt mit dem Vorhaben, sich künftig verstärkt auf Berufliches außerhalb des Basketballsports zu konzentrieren. Angebote von Erstligisten und Vereinen außerhalb der Schweiz hatte er abgelehnt. In seinem Jahr bei Vevey Riviera Basket gewann er mit der Mannschaft die Zweitligameisterschaft und wurde er von eurobasket.com als Spieler des Jahres der Zweitligasaison 2016/17 ausgezeichnet.
In der Sommerpause 2017 kehrte Touré in die Nationalliga A zurück und nahm ein Angebot von Fribourg Olympic an, fortan spielte er wieder als Profi. In der Saison 2017/18 gewann er mit den Freiburgern die Schweizer Meisterschaft und wurde von eurobasket.com als Spieler des Jahres der Nationalliga A ausgezeichnet, nachdem er in der Hauptrunde pro Spiel im Durchschnitt 19,2 Punkte sowie 11,7 Rebounds und 1,6 geblockte Würfe sowie in der Meisterrunde 18,3 Punkte und 11,7 Rebounds und 1,2 geblockte Würfe je Partie erzielt hatte. Mit der Mannschaft gewann er in der Saison 2017/18 auch den Pokal sowie den Ligapokal. Im Herbst 2018 qualifizierte er sich mit Freiburg für die Gruppenphase der Basketball Champions League, was vom RTS als großer Erfolg in der Schweizer Basketballgeschichte eingestuft wurde. Im Spieljahr 2018/19 sicherte er sich mit Freiburg den Gewinn des Schweizer Meistertitels sowie des Pokalwettbewerbs. Im November 2019 zog er sich einen Kreuzbandriss zu, im Sommer 2020 kam es zwischen Touré und den Freiburgern zur Trennung. Im Februar 2021 gab er das Ende seiner Laufbahn bekannt, da er nach der Verletzung nicht mehr zu seiner vorherigen körperlichen Verfassung zurückfand.

### Nationalmannschaft
Im August 2011 nahm Touré mit der senegalesischen Basketballnationalmannschaft an der Afrikameisterschaft in Madagaskar teil und belegte mit ihr den fünften Rang. 2019 gehörte er zu Senegals Aufgebot für die FIBA-Weltmeisterschaft in China.